# Lixy
Lixy település Franciaországban, Yonne megyében. Lakosainak száma 489 fő (2022. január 1.). Lixy Villemanoche, Brannay, Champigny, Dollot, Saint-Sérotin, Vallery és Villethierry községekkel határos.

## Népesség
A település népességének változása:
| Lakosok száma | 440  | 442  | 449  | 450  | 461  | 472  | 476  | 479  | 489  |
|               | 2013 | 2015 | 2016 | 2017 | 2018 | 2019 | 2020 | 2021 | 2022 |